# Клемен Шампусен
Клемен Шампусен (фр. Clément Champoussin; Ница, 29. мај 1998) француски је бициклиста који тренутно вози за UCI ворлд тур тим — ХДС Астана. Остварио је једну етапну побједу на Вуелта а Еспањи.

## Каријера

### 2018—2022
Године 2017. прешао је у развојни тим АГ2Р ла мондијала, за возаче до 23 године, са којим је 2018. завршио Рута д’Оро класик на другом мјесту, изгубивши у спринту од Самуелеа Зокарата, након што су њих двојица дошли сами на циљ. Године 2019. освојио је трку Ђиро дела регионе Фриули Венеција, минут испред Матије Баиса, уз једну етапну побједу и освојену класификацију по поенима. Од 2018. је повремено возио за АГ2Р ла мондијал као приправник, а 2020. потписао је професионални уговор са тимом, за који је почео да вози од 1. августа. и исте године возио је своју прву гранд тур трку — Вуелта а Еспању. На трећој етапи, напао је на километар до циља, али су достигнут и завршио је на десетом мјесту, 24 секунде иза Данијела Мартина. У генералном пласману завршио је на 31 мјесту, преко сат иза Приможа Роглича.
Сезону 2021. почео је на Тур де Алпс трци, коју је завршио на 11 мјесту у генералном пласману, минут и 38 секунди иза Ђанлуке Брамбиле, као и на трећем мјесту у класификацији за најбољег младог возача, минут и по иза Давида Годуа. Недељу дана касније возио је Ардеше класик, гдје је једини пратио напад Годуа на успону на 20 km до циља, након чега су возили заједно до краја, а у спринту је побиједио Году. У мају је возио Ђиро д’Италију по први пут, али је морао да напусти трку током девете етапе. У августу је возио Вуелта а Еспању, гдје је био у бијегу на десетој етапи, одакле је Мајкл Сторер напао на последњем успону, на 25 km до циља и остварио соло побједу, док је Шампусен завршио на трећем мјесту, 22 секунде иза, изгубивши у спринту од Маурија Вансевенанта. У бијегу је био и на етапи 14, гдје је Николас Продом напао на 26 km до циља, а Шампусен није могао да прати возаче који су кренули у потјеру за њим и завршио је на петом мјесту, минут и 15 секунди иза Ромена Бардеа. На етапи 20 је био у бијегу, али је главна група достигла бјегунце пред последњи успон, на којем су напали Адам Јејтс и Енрик Мас, а пратили су их само Роглич и Џек Хејг. Они су се у последња два километра гледали међусобно и возили спорије, Шампусен их је достигао и одмах напао, што нико није пратио у почетку и стекао је предност од 20 секунди. Роглич је у финишу напао и смањио заостатак, али је Шампусен побиједио шест секунди испред, остваривши прву побједу у каријери. Трку је завршио на 16 мјесту у генералном пласману, скоро сат времена иза Роглича.
Почетком 2022. возио је Ардеше класик, гдје је био у водећој групи заједно са Бруном Армираилом, Сепом Кусом и Вансевенантом, а на 25 km до циља, Брандон Макналти је напао из главне групе и достигао их, а затим и напао, што нико није могао да прати. Шампусена су престигли још Ленард Кемна и Гијом Мартен и завршио је на шестом мјесту. Почетком априла возио је Гран при Мигел Индураин, гдје се у финишу одвојила мања група и у спринту је завршио на деветом мјесту, а побиједио је Ворен Барги. Два дана касније требало је да вози Вуелта ал Паис Баско трку, али је одустао пред почетак прве етапе због породичних разлога. У јуну је возио Тур де Свис, гдје је био у бијегу на шестој етапи. Нико Денц и Фаусто Маснада су напали на 11 km до циља, а на 4 km до циља достигли су их Шампусен и Хесус Ерада, а у последњем километру и Квин Симонс. У спринту је завршио на другом мјесту, изгубивши од Денца. У генералном пласману завршио је на 26 мјесту, пола сата иза Герента Томаса. У финишу сезоне возио је Вуелта а Еспању, гдје је био у бијегу на неколико етапа, а завршио је на 32 мјесту у генералном пласману, преко сат иза Ремка Евенепула.

### 2023—
Године 2023. прешао је у тим Аркеа—самсик, изјавивши да је главни разлог за прелазак био тај да развија каријеру корак по корак. Почетком марта возио је Трофео Лајгвеља класик, гдје је Нанс Петерс напао на 29 km до циља, што нико није могао да прати и остварио је соло побједу. Шампусен је био дио петочлане групе која је дошла на циљ 46 секунди иза, а завршио је на петом мјесту. У јулу је возио Тур де Франс по први пут, гдје је био у бијегу на етапи 17, чији је циљ био на успону Кол де ла Лоз, дугом 27 km. На успону је отпао и завршио је 12 минута иза Феликса Гала. Тур је завршио на 51 мјесту у генералном пласману, скоро три сата иза Јонаса Вингегора, као и на осмом мјесту у класификацији за најбољег младог возача. У августу је возио Арктик рејс оф Норвеј, гдје је побиједио на последњој, четвртој етапи, у спринту и освојио је класификацију по поенима.
На почетку 2024. возио је Тур де ла Провенс, гдје је другу етапу завршио на трећем мјесту, одспринтавши групу која је дошла на циљ двије секунде иза Мадса Педерсена и Алекса Цинглеа. У генералном пласману је завршио на 13 мјесту, четири минута иза Педерсена. Крајем марта возио је Гран при Мигел Индураин, на којем је Макналти напао на 10 km до циља, а на 2 km до циља достигао је Максим ван Гилс. У спринту је побиједио Макналти, док је Шампусен завршио на седмом мјесту, у групи која је дошла на циљ 16 секунди иза. Средином априла возио је Флеш Валон, гдје је Стивен Вилијамс напао на последњем успону Мур де Иј и побиједио, док је Шампусен завршио на 11 мјесту, 16 секунди иза.

## Резултати на тркама

### Резултати на гранд тур тркама
| Гранд тур трке  | 2020. | 2021. | 2022. | 2023. | 2024. |
| --------------- | ----- | ----- | ----- | ----- | ----- |
| Ђиро д’Италија  | —     |       | —     | —     |       |
| Тур де Франс    | —     | —     | —     | 51    |       |
| Вуелта а Еспања | 31    | 16    | 32    | —     |       |

| — | Није учествовао |
|   | Није завршио    |